# سیجیرو کویاما
سیجیرو کویاما (انگلیسی: Seijirō Kōyama؛ زادهٔ ۱۶ ژوئیهٔ ۱۹۴۱) کارگردان فیلم، و فیلم‌نامه‌نویس اهل ژاپن است.
وی همچنین برندهٔ جوایزی همچون جایزه فیلم‌های ورزشی نیکان برای بهترین کارگردان شده‌است.